# Coupe d'Irlande de football 2019
Navigation
Édition précédente Édition suivante
La Coupe d'Irlande de football 2019 est la 99e édition de la Coupe d'Irlande de football organisée par la Fédération d'Irlande de football. La compétition porte le nom de son sponsor principal : Extra.ie FAI Senior Cup. Elle commence en avril pour se terminer en novembre 2019. Le vainqueur gagne le droit de participer à la Ligue Europa 2020-2021.

## Déroulement de la compétition
40 équipes participent à cette édition de la Coupe d'Irlande. 
Les 20 équipes participant au championnat d’Irlande, Premier et First Division, sont directement qualifiées pour le deuxième tour.

## Tour préliminaire
Le tirage au sort se déroule à Abbotstown au siège de la Fédération d'Irlande de football le 22 mars 2019. Seuls les clubs amateurs qui disputent les championnats régionaux du Leinster, du Munster et de l'Ulster sont concernés par ce tour. Les matchs ont lieu les 20 et 21 avril sur le terrain du premier club tiré au sort.
Quatre équipes sont exemptées du tour qualificatif par tirage au sort. Ce sont Cobh Wanderers, Crumlin United, Letterkenny Rovers et Killester Donnycarney.
| Club recevant            | Score           | Club visiteur     | Lieu de la rencontre     | Date     |
| ------------------------ | --------------- | ----------------- | ------------------------ | -------- |
| Glebe North              | 2-1             | Midleton FC       | Market Green, Balbriggan | 20 avril |
| Lucan United             | 3-1 a. p.       | Aisling Annacotty |                          | 21 avril |
| St. Michael's            | 1-0             | Regional United   |                          | 21 avril |
| Newtown Rangers          | 3-4             | Avondale United   | Farrell Park, Kiltipper  | 20 avril |
| Glengad United           | 1-1 5-4t. a. b. | Home Farm FC      | The Crua                 | 20 avril |
| UCC                      | 0-2             | Malahide United   | The Mardyke              | 20 avril |
| Maynooth University Town | 5-1             | Rockmount FC      | NUI Astro, Maynooth      | 19 avril |
| St. Mochta's             | 0-1             | Collinstown FC    | Porterstown Road         | 19 avril |

## Premier tour
| Club recevant             | Score        | Club visiteur         | Lieu de la rencontre    | Date    |
| ------------------------- | ------------ | --------------------- | ----------------------- | ------- |
| Cobh Wanderers            | 0-1          | Limerick FC           | St. Colman's Park       | 9 août  |
| Bohemian FC               | 3-2          | Shelbourne FC         | Dalymount Park          | 9 août  |
| Cabinteely FC             | 2-2 t. a. b. | Cork City FC          | Stradbrook              | 9 août  |
| Derry City FC             | 1-0          | Wexford FC            | Brandywell Stadium      | 9 août  |
| Drogheda United           | 2-1          | Avondale United       | United Park             | 9 août  |
| St. Patrick's Athletic FC | 2-1          | Bray Wanderers        | Richmond Park           | 9 août  |
| Glebe North               | 0-8          | Sligo Rovers          | Balbriggan              | 9 août  |
| Shamrock Rovers           | 1-0          | Finn Harps            | Tallagh Stadium         | 9 août  |
| St. Michael's             | 0-0 t. a. b. | Glengad United        | Cooke Park              | 10 août |
| Crumlin United            | 3-1          | Malahide United       | CBS Captains Road       | 10 août |
| Cobh Ramblers FC          | 0-1          | Dundalk FC            | St. Colman's Park       | 10 août |
| Longford Town             | 3-1          | Athlone Town          | City Calling Stadium    | 13 août |
| Lucan United              | 2-1          | Killester Donnycarney | Celbridge Football Park | 11 août |
| Collinstown FC            | 1-2          | Galway United         | Home Farm               | 11 août |
| UCD                       | 5-2          | Letterkenny Rovers    | UCD Bowl                | 11 août |
| Maynooth University Town  | 0-2          | Waterford FC          | Rathcoffey Road         | 11 août |

Le match entre Longford et Athlone prévu le 10 août est reporté au 13 à cause d'un terrain inondé.

## Deuxième tour
| Club recevant   | Score        | Club visiteur             | Lieu de la rencontre        | Date    |
| --------------- | ------------ | ------------------------- | --------------------------- | ------- |
| Shamrock Rovers | 4-0          | Drogheda United           | Tallagh Stadium             | 23 août |
| UCD             | 3-1          | St. Patrick's Athletic FC | UCD Bowl                    | 23 août |
| Galway United   | 1-0          | Cork City FC              | Eamonn Deacy Park           | 23 août |
| Derry City FC   | 2-3 a. p.    | Dundalk FC                | Brandywell Stadium          | 23 août |
| Bohemian FC     | 1-1 t. a. b. | Longford Town             | Dalymount Park              | 23 août |
| Sligo Rovers    | 6-2          | Limerick FC               | Showgrounds                 | 24 août |
| Glengad United  | 0-2          | Waterford FC              |                             | 24 août |
| Crumlin United  | 3-1          | Lucan United              | CBS Captain's Road, Crumlin | 25 août |

## Quarts de finale
| Quart de finale 1      | Galway United      | 1-2   | Shamrock Rovers                  | Eamonn Deacy Park        |                          |
| 6 septembre 2019 19:45 | Maurice Nugent 33e | (1-0) | Aaron Greene 54e · Lee Grace 90e | Arbitrage : Derek Tomney | Arbitrage : Derek Tomney |

| Quart de finale 2      | Sligo Rovers                                                                | 4-0   | UCD | The Showgrounds             |                             |
| 7 septembre 2019 19:45 | Rónán Coughlan 8e · David Cawley 33e · Regan Donelon 55e · Niall Watson 90e | (2-0) |     | Arbitrage : Paul McLoughlin | Arbitrage : Paul McLoughlin |

| Quart de finale 3      | Waterford FC      | 1-3   | Dundalk FC              | Regional Sports Centre |                        |
| 9 septembre 2019 19:45 | Maxim Kouogun 56e | (0-3) | Daniel Kelly 9e 23e 33e | Arbitrage : Paul Tuite | Arbitrage : Paul Tuite |

| Quart de finale 4 | Crumlin United | 0-2   | Bohemian FC                       | Pearse Park                                  |                                              |
| 16 septembre 2019 |                | (0-1) | Andre Wright 15e · Andy Lyons 55e | Spectateurs : 2 150 Arbitrage : Graham Kelly | Spectateurs : 2 150 Arbitrage : Graham Kelly |

## Demi-finales
| Demi-finale 1     | Bohemian FC | 0-2   | Shamrock Rovers                    | Dalymount Park                               |                                              |
| 27 septembre 2019 |             | (0-1) | Graham Burke 4e · Aaron Greene 80e | Diffuseur : RTE2 Arbitrage : Robert Hennessy | Diffuseur : RTE2 Arbitrage : Robert Hennessy |

| Demi-finale 2     | Sligo Rovers | 0-1   | Dundalk FC        | Showgrounds                                |                                            |
| 29 septembre 2019 |              | (0-0) | Michael Duffy 89e | Diffuseur : RTE2 Arbitrage : Robert Harvey | Diffuseur : RTE2 Arbitrage : Robert Harvey |

## Finale
La finale a lieu à l'Aviva Stadium le même jour que la finale de la coupe d'Irlande féminine. Dundalk FC se qualifie pour la cinquième fois consécutivement pour la finale. En cas de victoire, Dundalk aura remporté les trois compétitions disputées sur le territoire irlandais : le championnat, la coupe de la Ligue et la coupe d'Irlande. Son adversaire est son dauphin dans le championnat, les Shamrock Rovers.
| Finale          | Shamrock Rovers | 1-1             | Dundalk FC | Aviva Stadium                                 |                                               |
| 3 novembre 2019 | Aaron McEneff 90e | (0-0, 1-1, 1-1) | Michael Duffy 90+3e | Spectateurs : 30 111 Arbitrage : Derek Tomney | Spectateurs : 30 111 Arbitrage : Derek Tomney |
| 3 novembre 2019 | Tirs au but 4-2 |                 | | Spectateurs : 30 111 Arbitrage : Derek Tomney | Spectateurs : 30 111 Arbitrage : Derek Tomney |
| 3 novembre 2019 | Alan Mannus ; Ronan Finn, Joey O'Brien, Roberto Lopes, Lee Grace, Sean Kavanagh (Neil Farrugia 68); Aaron McEneff, Gary O'Neill; Jack Byrne, Aaron Greene (Daniel Lafferty 112), Graham Burke (Greg Bolger 90+3). | Équipes         | Gary Rogers ; Seán Gannon, Brian Gartland, Daniel Cleary, Dane Massey ; Seán Hoare (George Kelly 90+1), Robbie Benson (John Mountney 112); Jamie McGrath, Seán Murray (Daniel Kelly 61), Michael Duffy ; Patrick Hoban (Jordan Flores 100). | Spectateurs : 30 111 Arbitrage : Derek Tomney | Spectateurs : 30 111 Arbitrage : Derek Tomney |

Les Shamrock Rovers remportent leur 25e Coupe d'Irlande en battant difficilement le Dundalk FC aux tirs au but. Les Shamrocks avaient ouvert la marque à la 90e minute du match par Aaron McEneff avant de se faire rattraper trois minutes plus tard lors des arrêts de jeu sur un but de Michael Duffy.